# (291849) Orchestralondon
(291849) Orchestralondon est un astéroïde de la ceinture principale.

## Description
(291849) Orchestralondon est un astéroïde de la ceinture principale. Il fut découvert le 18 juillet 2006 à l'Observatoire de Lulin par Ye Quan-Zhi et Hong Qin Lin. Il présente une orbite caractérisée par un demi-grand axe de 2,75 UA, une excentricité de 0,21 et une inclinaison de 7,9° par rapport à l'écliptique.

## Compléments